# Asplenium dayi
Asplenium dayi är en svartbräkenväxtart som beskrevs av Georg Hans Emmo Wolfgang Hieronymus. Asplenium dayi ingår i släktet Asplenium och familjen Aspleniaceae. Inga underarter finns listade.